# Gonzalo Villanueva
Gonzalo Villanueva (* 13. Januar 1995 in Paraná) ist ein argentinischer Tennisspieler.

## Karriere
Villanueva spielte bis 2013 auf der ITF Junior Tour. In der Jugend-Rangliste erreichte er mit Rang 149 seine höchste Notierung.
Bei den Profis spielte Villanueva das erste Turnier 2011, als er sich auch die ersten Punkte für die Tennisweltrangliste sicherte. 2013 konnte er durch ein Halbfinale auf der ITF Future Tour, wo er anfangs hauptsächlich spielte, erstmals in die Top 1000 aufsteigen. 2014 gewann er im Doppel den ersten Future-Titel. 2015 beendete er im Einzel nach drei Halbfinals auf Platz 682, 2016 kam er durch vier erreichte Endspiel bis Platz 574. Nach einem schwächeren Jahr 2017 gewann er 2018 die ersten zwei Titel im Einzel und stieg in die Top 400 ein, wodurch er auch bei Turnieren der ATP Challenger Tour häufiger spielberechtigt war. Gleich Anfang 2019 zog er bei drei Challengers in die zweite Runde ein, hinzu kamen vier Future-Titel. Auf diesem Niveau hielt er sich auch in den folgenden zwei Jahren ohne große Durchbrüche zu erreichen.
2022 gelang ihm eine Steigerung. Bis auf wenige Futures, an denen er teilnahm (ein Titel), spielte er das ganze Jahr nur bei Challengers. Gleich Anfang des Jahres stand er zweimal im Viertelfinale von Challengers, in Tigre und Blumenau. Im April zog er das dritte Mal ins Viertel- und in Salvador das erste Mal ins Halbfinale ein. Durch die Punkte erreichte er das erste Mal die Top 300. Mit einem weiteren Viertelfinale erreichte er sein Karrierehoch von Platz 268. Auch im Doppel schaffte er mit drei Halbfinals und dem Finale in Bogotá ein neues Hoch von Platz 278. In Los Cabos kam Villanueva unverhofft zu seinem Debüt auf der ATP Tour. Er gewann zwar das erste Spiel der Qualifikation, verlor aber danach gegen Rinky Hijikata. Wegen des Rückzug eines anderen Spielers rückte er als Lucky Loser dennoch ins Hauptfeld nach. Dort unterlag er zum Auftakt Steve Johnson. Das Jahr beendete er jeweils knapp außerhalb der Top 300.

## Erfolge
| Legende (Anzahl der Siege) |
| Grand Slam                 |
| ATP Finals                 |
| ATP Tour Masters 1000      |
| ATP Tour 500               |
| ATP Tour 250               |
| ATP Challenger Tour (6)    |

### Doppel

#### Turniersiege
| Nr. | Datum           | Turnier               | Belag | Partner              | Finalgegner                                   | Ergebnis          |
| --- | --------------- | --------------------- | ----- | -------------------- | --------------------------------------------- | ----------------- |
| 1.  | 20. April 2024  | San Miguel de Tucumán | Sand  | Luís Britto          | Patrick Harper David Stevenson                | 6:3, 6:2          |
| 2.  | 18. Januar 2025 | Tigre                 | Sand  | Mariano Kestelboim   | Luís Britto Franco Roncadelli                 | 6:2, 7:5          |
| 3.  | 5. April 2025   | Campinas              | Sand  | Mariano Kestelboim   | Seita Watanabe Takeru Yuzuki                  | 6:2, 7:65         |
| 4.  | 10. Mai 2025    | Santos                | Sand  | Pedro Boscardin Dias | Boris Arias Federico Zeballos                 | 6:2, 6:73, [10:7] |
| 5.  | 14. Juni 2025   | Santa Fe              | Sand  | Mariano Kestelboim   | Santiago de la Fuente Genaro Alberto Olivieri | 6:1, 2:6, [11:9]  |
| 6.  | 21. Juni 2025   | Santa Cruz            | Sand  | Mariano Kestelboim   | Boris Arias Federico Zeballos                 | 6:3, 6:2          |